# 38. Oscar-gála
Az 38. Oscar-gálát, a Filmakadémia díjátadóját 1966. április 18-án tartották meg. Az NBC televíziós társaság első élő színes közvetítését láthatták a nézők. Az év két esélyes filmje A muzsika hangja és a Doktor Zsivágó bekerült a minden idők 10 legjobb filmje közé. Először nyert Oscar-díjat a vasfüggönyön túli film, a csehszlovák Üzlet a korzón, Ján Kadár filmje.

## Kategóriák és jelöltek
nyertesek félkövérrel jelölve

### Legjobb film
- A muzsika hangja (The Sound of Music) – Argyle, 20th Century-Fox – Robert Wise
  - Bolondok hajója (Ship of Fools) – Kramer, Columbia – Stanley Kramer
  - Darling – Anglo-Amalgamated, Embassy (British) – Joseph Janni
  - Doktor Zsivágó (Doctor Zhivago) – Ponti, Metro-Goldwyn-Mayer – Carlo Ponti
  - Ezer bohóc (A Thousand Clowns)  – Harrell, United Artists – Fred Coe

### Legjobb színész
- Lee Marvin – Cat Ballou legendája (Cat Ballou)
  - Richard Burton – A kém, aki a hidegből jött
  - Laurence Olivier – Othello
  - Rod Steiger – A zálogos
  - Oskar Werner – Bolondok hajója

### Legjobb színésznő
- Julie Christie – Darling
  - Julie Andrews – A muzsika hangja (The Sound of Music)
  - Samantha Eggar – A lepkegyűjtő (The Collector)
  - Elizabeth Hartman – Fekete-fehér (A Patch of Blue)
  - Simone Signoret – Bolondok hajója (Ship of Fools)

### Legjobb férfi mellékszereplő
- Martin Balsam – Ezer bohóc
  - Ian Bannen – A Főnix repülése
  - Tom Courtenay – Doktor Zsivágó
  - Michael Dunn – Bolondok hajója
  - Frank Finlay – Othello

### Legjobb női mellékszereplő
- Shelley Winters – Fekete-fehér (A Patch of Blue)
  - Ruth Gordon – Daisy Clover belülről (Inside Daisy Clover)
  - Joyce Redman – Othello
  - Maggie Smith – Othello
  - Peggy Wood – A muzsika hangja

### Legjobb rendező
- Robert Wise – A muzsika hangja
  - David Lean – Doktor Zsivágó
  - John Schlesinger – Darling
  - Hiroshi Teshigahara – A homok asszonya
  - William Wyler – A lepkegyűjtő

### Legjobb eredeti történet
- Darling – Frederic Raphael
  - Casanova '70 – Age Monicelli, Scarpelli Monicelli, Mario Monicelli, Tonino Guerra, Giorgio Salvioni, Suso Cecchi D'Amico
  - Azok a csodálatos férfiak – Jack Davies, Ken Annakin
  - The Train – Franklin Coen, Frank Davis
  - Cherbourg-i esernyők (The Umbrellas of Cherbourg; francia–NSZK) – Jacques Demy

### Legjobb adaptált forgatókönyv
- Doktor Zsivágó – Robert Bolt forgatókönyve Boris Pasternak regénye alapján
  - Cat Ballou legendája (Cat Ballou) – Walter Newman, Frank Pierson forgatókönyve Roy Chanslor: The Ballad of Cat Ballou című regénye alapján
  - A lepkegyűjtő – Stanley Mann, John Kohn forgatókönyve John Fowles regénye alapján
  - Bolondok hajója – Abby Mann forgatókönyve Katherine Anne Porter regénye alapján
  - Ezer bohóc (A Thousand Clowns) – Herb Gardner saját színművéből

### Legjobb operatőr
- Ernest Laszlo – Bolondok hajója (ff)
  - Freddie Young – Doktor Zsivágó (színes)

### Látványtervezés és díszlet
Fekete-fehér filmek
- Robert Clatworthy, Joseph Kish – Bolondok hajója
  - Robert Emmet Smith, Frank Tuttle – Patkánykirály
  - George Davis, Urie McCleary, Henry Grace, Charles S. Thompson – Fekete-fehér
  - Hal Pereira, Jack Poplin, Robert R. Benton, Joseph Kish – The Slender Thread
  - Hal Pereira, Tambi Larsen, Ted Marshall, Josie MacAvin – A kém, aki a hidegből jött

Színes filmek
- John Box, Terence Marsh, Dario Simoni – Doktor Zsivágó
  - John DeCuir, Jack Martin Smith, Dario Simoni – Agónia és extázis (The Agony and the Ecstasy)
  - Richard Day, William Creber, David S. Hall (poszhumusz), Ray Moyer, Fred M. MacLean, Norman Rockett – A világ legszebb története - A Biblia
  - Robert Clatworthy, George James Hopkins – Daisy Clover belülről
  - Boris Leven, Walter M. Scott, Ruby Levitt – A muzsika hangja

### Legjobb vágás
- A muzsika hangja – William Reynolds
  - Cat Ballou legendája (Cat Ballou) – Charles Nelson
  - Doktor Zsivágó – Norman Savage
  - The Flight of the Phoenix – Michael Luciano
  - The Great Race – Ralph E. Winters

### Legjobb vizuális effektus
- Tűzgolyó – John Stears
  - A világ legszebb története – A Biblia (The Greatest Story Ever Told) – J. McMillan Johnson

### Legjobb idegen nyelvű film
- Üzlet a korzón (Obchod na korze) (Csehszlovákia) – Barrandov Studios – Jordan Balurov, M. Broz, Karel Feix, Jaromir Lukas producerek – Ján Kadár, Elmar Klos rendezők
  - To hóma váftike kókino (Blood on the Land)(Görögország) – Finos Film, Th. Demaskinos & V. Michaelides – Vaszílisz Jeorjiádisz rendező
  - Drága John (Käre John/Dear John) (Svédország) – Filmhus Ateljeerna, Sandrews – Göran Lindgren producer – Lars-Magnus Lindgren rendező
  - Kwaidan (a.k.a. Ghost Story, Hoichi the Earless, Weird Tales) (怪談; Kaidan) (Japán) – Bungei, Ninjin Club – Vakacuki Sigeru producer – Kobajasi Maszaki rendező
  - Házasság olasz módra (Matrimonio all'Italiana) (Olaszország) – Compagna Cinematografica Champion, Les Films Concordia – Carlo Ponti producer – Vittorio De Sica rendező

### Legjobb filmzene

#### Filmzene, túlnyomórészt eredeti
- Doktor Zsivágó (Doctor Zhivago) – Maurice Jarre
  - Agónia és extázis (The Agony and the Ecstasy) – Alex North
  - A világ legszebb története – A Biblia (The Greatest Story Ever Told) – Alfred Newman
  - Fekete-fehér (A Patch of Blue) – Jerry Goldsmith
  - Cherbourg-i esernyők (The Umbrellas of Cherbourg) – Michel Legrand és Jacques Demy

#### Filmzene – adaptáció vagy feldolgozás
- A muzsika hangja (The Sound of Music) – Irwin Kostal
  - Cat Ballou legendája (Cat Ballou) – Frank De Vol
  - The Pleasure Seekers – Lionel Newman és Alexander Courage
  - Ezer bohóc (A Thousand Clowns) – Don Walker
  - Cherbourg-i esernyők (The Umbrellas of Cherbourg) – Michel Legrand

## Statisztika

### Egynél több jelöléssel bíró filmek
- 10: A muzsika hangja, Doktor Zsivágó
- 7: Bolondok hajója
- 5: Darling

### Egynél több díjjal bíró filmek
- 5: A muzsika hangja, Doktor Zsivágó
- 3: Darling, Bolondok hajója

## Külső hivatkozások
- Az 1966. év Oscar-díjasai az Internet Movie Database-ben